# Тундра островів моря Скоша
Тундра островів моря Скоша (ідентифікатор WWF: AN1103) — антарктичний екорегіон тундри, розташований на субантарктичних та антарктичних островах Дуги Скоша в Атлантичному та Південному океанах.

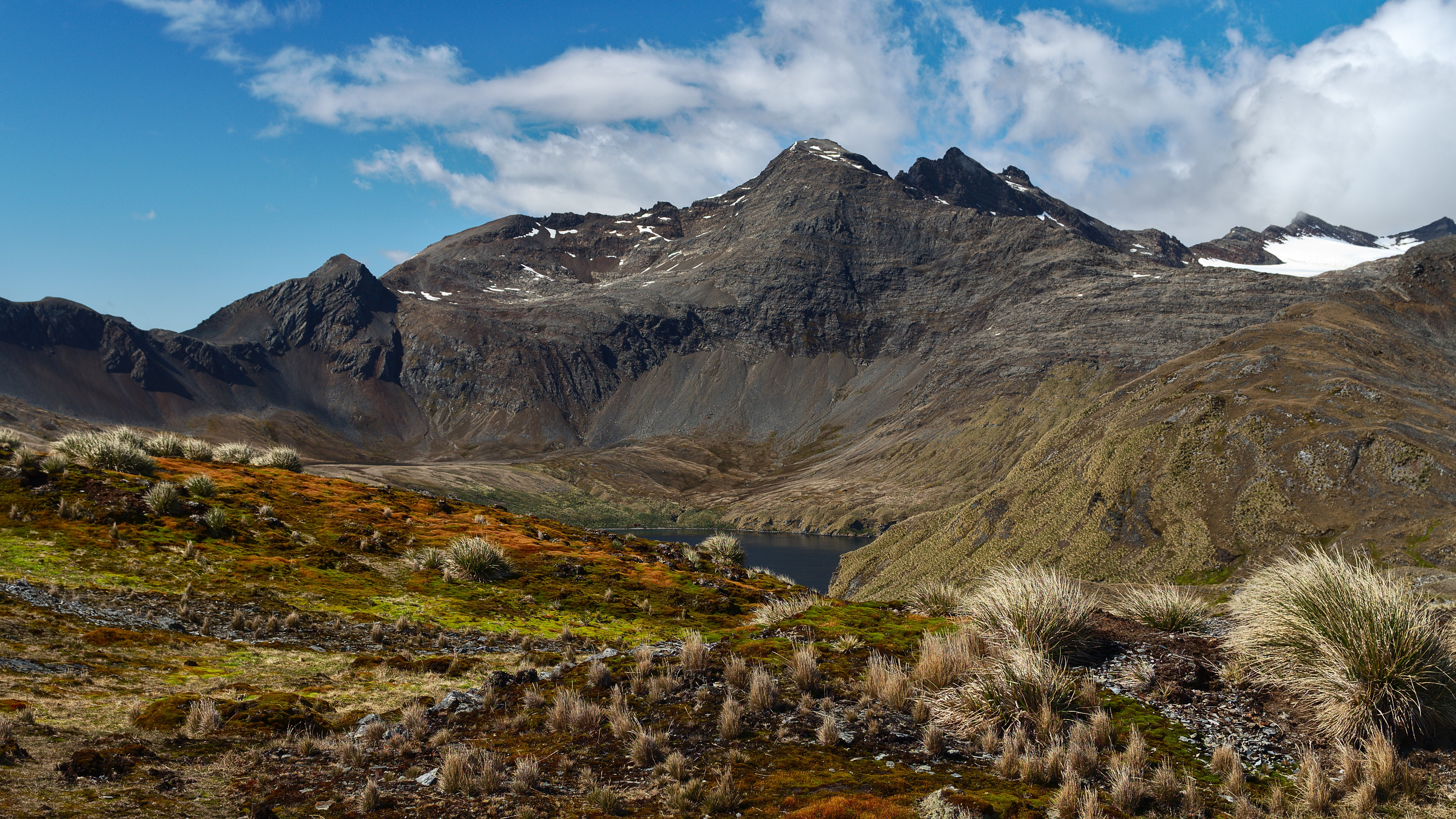
Ландшафт Південної Джорджії

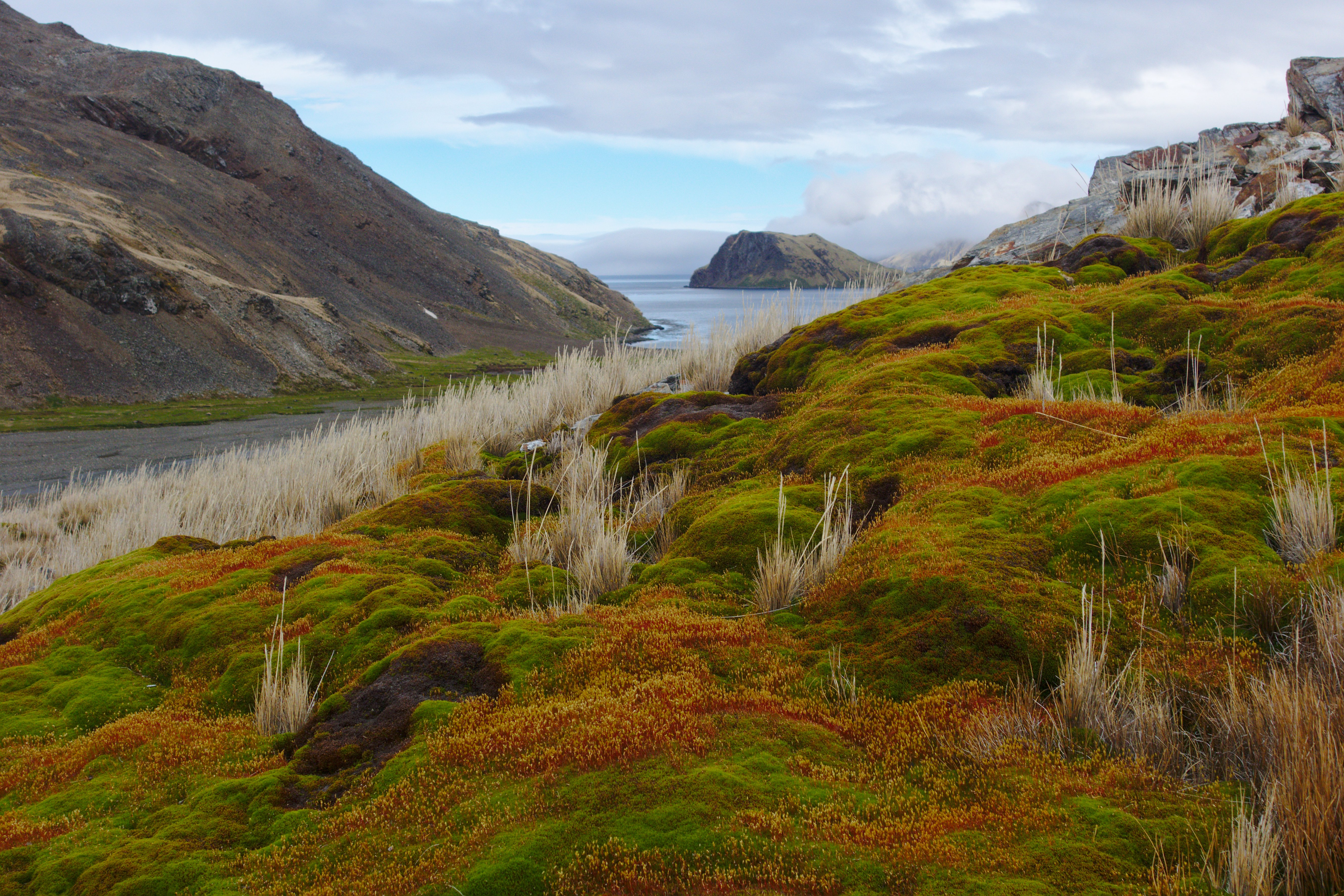
Тундра на Південній Джорджії

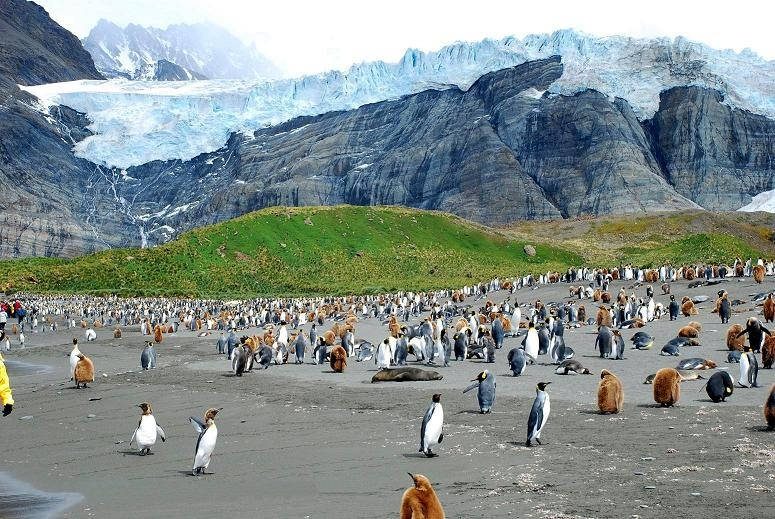
Пінгвіни на Південній Джорджії

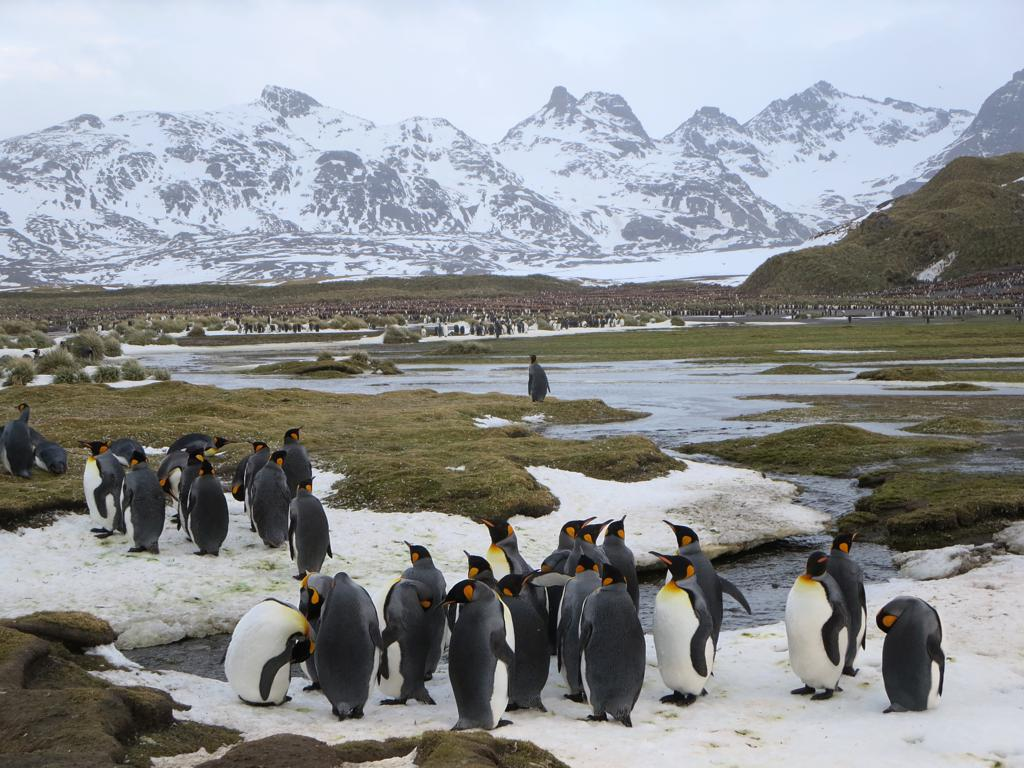
Пінгвіни на Південній Джорджії

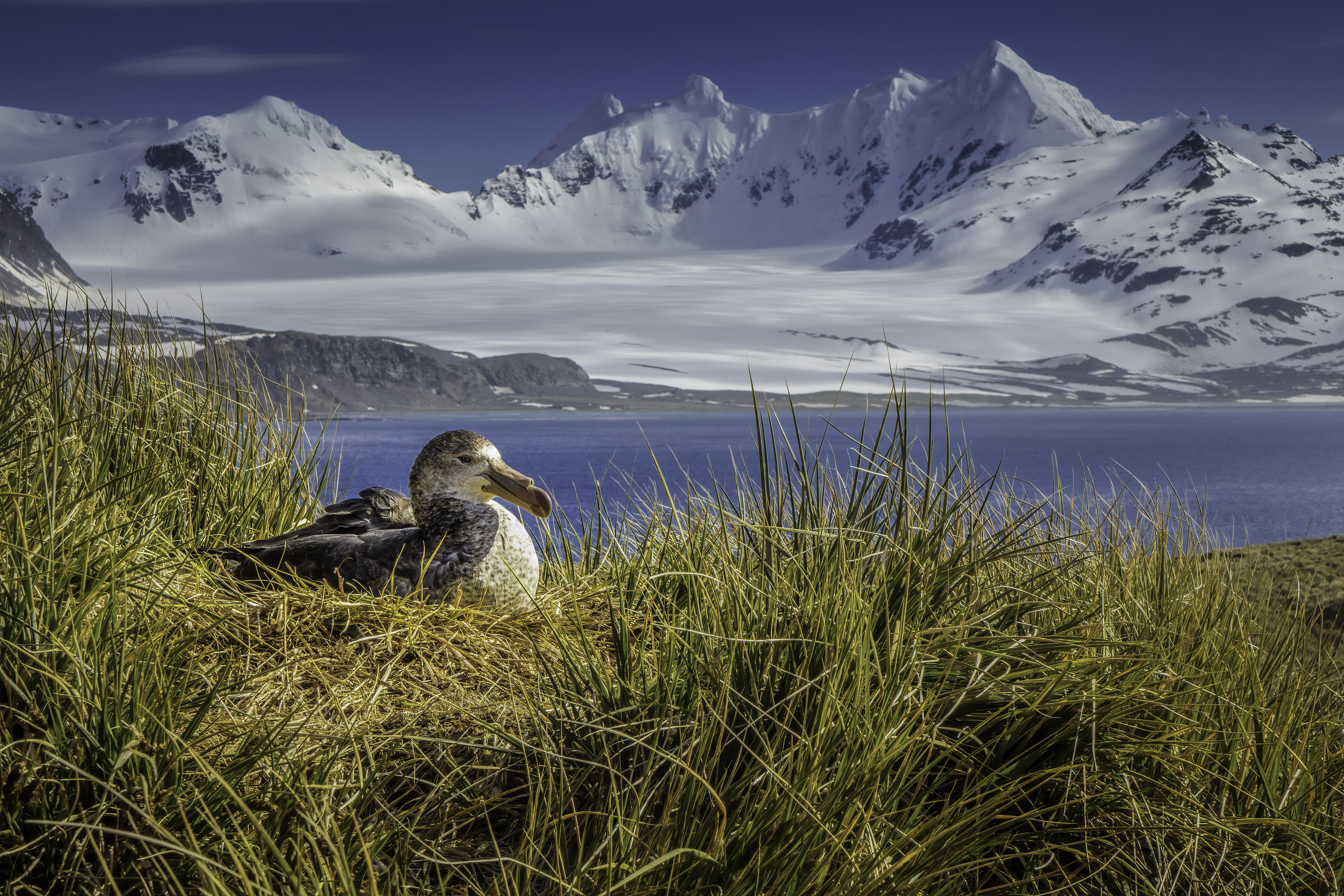
Велетенський буревісник на Південній Джорджії

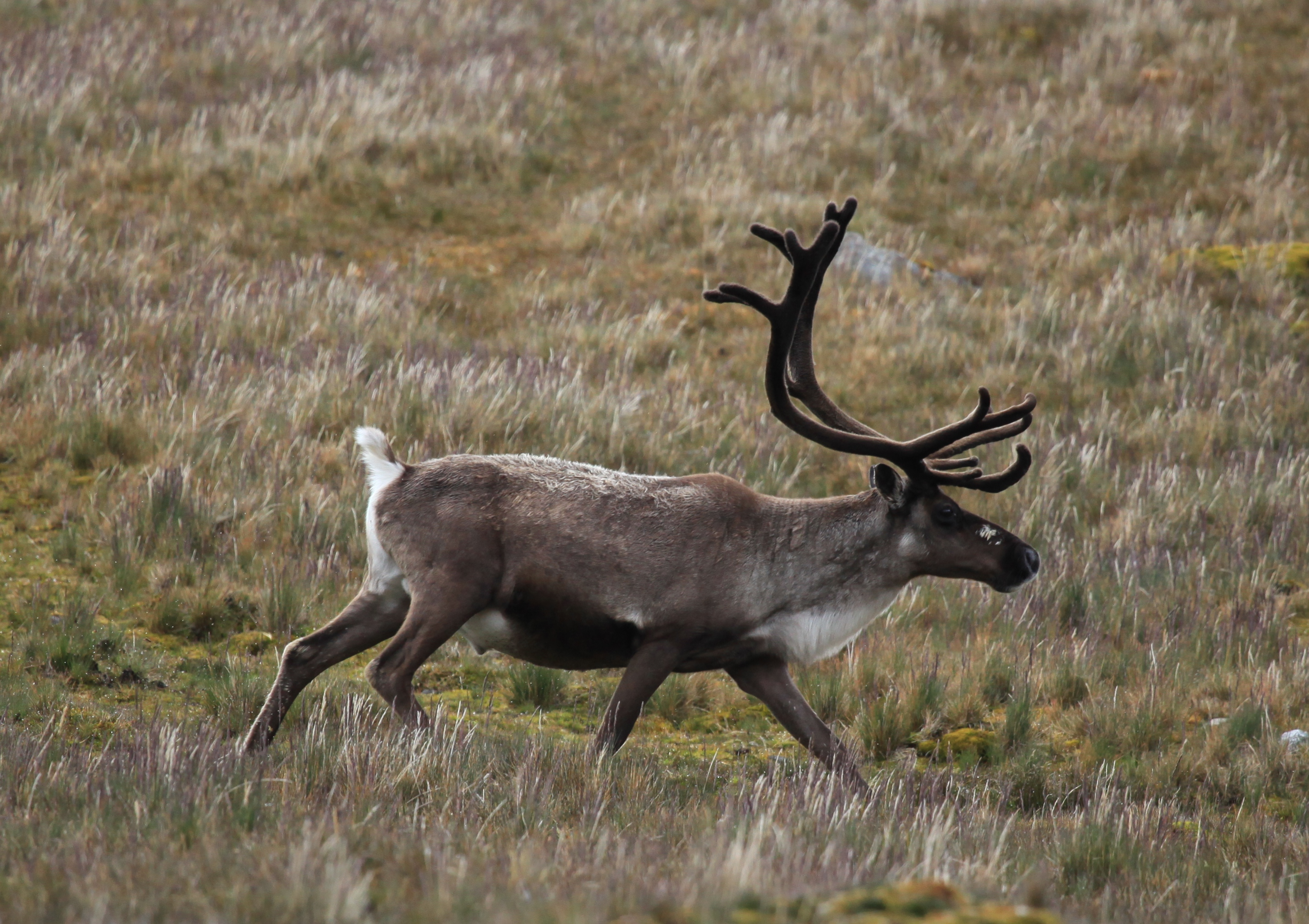
Північний олень на Південній Джорджії

## Географія
Екорегіон тундри островів моря Скоша охоплює низку островів, розташованих у Південній Атлантиці, там, де вона переходить у Південний океан. Він включає Південну Джорджію та Південні Сандвічеві Острови, Південні Шетландські та Південні Оркнейські острови, які омиваються водами моря Скоша, а також віддалений острів Буве.
Острів Південна Джорджія площею 3528 км², розташований за 1800 км на схід від Вогняної Землі, за 1400 км на південний схід від Фолклендських островів та за 1500 км на північний схід від Антарктичного півострова, є другим за площею островом Субантарктики після Кергелену. Поблизу нього розташовані кілька невеликих островів, зокрема Берд, Вілліс, Купер та Анненкова. Ландшафт Південної Джорджії суворий і гористий, а її найвищою вершиною є гора Пейджет заввишки 2935 м. Гори оточені льодовиковими полями. Влітку близько 75 % острова вкриті льодом та снігом, а взимку снігом покривається весь острів.
Південні Сандвічеві острови — це острівна дуга, що простягається на 350 км з півночі на південь та складається з одинадцяти вулканічних островів і багатьох дрібних острівців та скель. Архіпелаг розташований приблизно за 700 км на південний схід від Південної Джорджії та за 1700 км на північний схід від Антарктичного півострова. Це єдина вулканічна дуга в антарктичному регіоні, вздовж східного краю якої розташований глибоководний жолоб. Великі острови Бристоль, Кука, Сондерс, Туле, Високий та Монтегю переважно вкриті льодовиками, тоді як менші острови практично вільні від льоду влітку. Вулканічна активність на островах триває, і на багатьох з них є активні фумароли. На островах також часто трапляються сильні землетруси.
Південна Джорджія і Південні Сандвічеві Острови є заморською територією Великої Британії. У першій половині XX століття Грютвікен на Південній Джорджії був найбільшою базою китобійного промислу у світі, а з другої половини на острові розгорнулася наукова діяльність. Постійне населення на Південній Джорджії відсутнє, а персонал наукової станції Кінг-Едвард-Пойнт становить 12-22 науковці, залежно від сезону. Наукова станція Британської антарктичної служби існує також на острові Берд. Південні Сандвічеві острови безлюдні, хоча на кількох островах є автоматичні метеостанції.
На Південну Джорджію та Південні Сандвічеві Острови претендує Аргентина. У 1982 році в ході Фолклендської війни вона вторглася на Південну Джорджію та окупувала її, однак за результатами війни острів повернувся під контроль Великої Британії.
Південні Оркнейські острови, розташовані приблизно за 600 км на північний схід від Антарктичного півострова та за 850 км на південний захід від Південної Джорджії, включають чотири головні острови та кілька менших острівців та скель. Найбільшим островом архіпелагу є острів Коронейшн площею 450 км², на якому розташована гора Нівеа заввишки 1265 м. Близько 85 % острова вкриває льодовик. Найбільш біологічно значущим островом в групі Південних Оркнейських островів є Сігні, оскільки майже половина його вільна від снігу та льоду протягом трьох літніх місяців. На узбережжі Сігні є кілька невеликих прісноводних озер.
Південні Шетландські острови утворюють ланцюг з 11 основних островів, які простягаються більш ніж на 500 км паралельно Землі Ґреяма, найпівнічнішої частині Антарктичного півострова. Вони лежать за 480 км на південний захід від Південних Оркнейських островів, за 1000 км на південь від Фолклендських островів та за 100 км на північний захід від Антарктичного півострова. Найбільшим островом архіпелагу є Кінг-Джордж. Серед інших островів слід відзначити Десепшен, який являє собою затоплену кальдеру діючого вулкана і має форму підкови. Вода Вейлерс-Бей, центральної бухти Десепшена, тепліша за води навколишньої протоки Брансфілд через багато активних фумарол, розташованих на рівні моря. Південні Шетландські острови на 80-90 % вкриті льодом.
Оскільки й Південні Оркнейські, й Південні Шетландські острови розташовані південніше 60-тої паралелі південної широти, вони є частиною Антарктики, а не Субантарктики. На Південні Оркнейські острови претендують Велика Британія як на частину Британської Антарктичної Території, та Аргентина як на частину Аргентинської Антарктиди, а на Південні Шетландські острови — ще й Чилі як на частину Чилійської Антарктичної Території, однак згідно Договору про Антарктику територіальні претензії на них заморожені до 2048 року.
На Південних Шетландських островах розташовані дві дослідницькі станції — аргентинська станція Оркадас на острові Лорі та британська станція Сігні на однойменному острові. На постійній базі Оркадас мешкають 11-45 працівників, залежно від сезону, а на літній базі Сігні — близько 10 людей. На Південних Оркнейських островах є 19 дослідницьких станцій — чотири чилійських, три аргентинських, дві іспанських, а також по одній станції Болгарії, Бразилії, Еквадору, Південної Кореї, Перу, Польщі, Росії, США, Уругваю та КНР. Більшість з них розташовані на острові Кінг-Джордж, а загальна кількість наукового персоналу на них коливається від 770 влітку до 215 взимку. Найбільшою науковою станцією на Південних Оркнейських островах є чилійська база імені Президента Едуардо Фрея Монтальви. Біля неї розташована злітно-посадкова смуга, на яку щорічно здійснюється близько 200 рейсів з доставки людей та вантажів до Антарктики та назад.
Окрім вищезгаданих островів, до екорегіону також входить невеликий вулканічний острів Буве площею 49 км², розташований в Південній Атлантиці, на південному краю Серединно-Атлантичного хребта. Він лежить приблизно за 1700 км на північ від берега Принцеси Астрид в Антарктиді, за 1900 км на схід від Південних Сандвічевих островів, за 1845 км на південь від острова Гоф та за 2500 км на південний захід від узбережжя Африки, і є найвіддаленішим островом світу. 93 % острова вкриває льодовик, стрімкі крижані схили якого майже вертикально спускаються до чорних пляжів, утворених з вулканічного піску. Згаслий вулкан в центрі острова підіймається на висоту 780 м над рівнем моря і містить заповнений льодом кратер. Острів Буве належить Норвегії. На ньому є дослідницька станція, яку час від часу відвідують науковці з Норвезького полярного інституту.

## Клімат
На островах екорегіону, розташованих південніше зони Антарктичної конвергенції, переважає холодний і вітряний тундровий клімат (ET за класифікацією кліматів Кеппена). Середня літня температура на Південній Джорджії становить близько 6 °C, на Південних Оркнейських островах — 3,5 °C, на Південних Шетландських островах — 1,5 °C, а на Буве — 1 °C. Взимку середня температура на Південній Джорджії опускається до -1,5 °C, на Буве — до -3 °C, а на Південних Шетландських островах — до -5 °C. Середньорічна кількість опадів на Південній Джорджії становить 1500 мм, більшість з яких випадає у вигляді снігу. На деяких островах регіону панує надзвичайно велика хмарність. Так, на Південних Оркнейських островах прямі сонячні промені спостерігаються лише півтори години на день, тоді як решту часу небо вкрите хмарами. Протягом всього року в регіоні дмуть надзвичайно сильні західні вітри, відомі як "шалені п'ятдесяті" та "пронизливі шістдесяті".

## Флора
Більша частина островів екорегіону вкрита снігами та льодовиками. На вільних від льоду ділянках поширена тундра, у якій переважають мохи, лишайники, печіночники та водорості. У низинах зустрічаються купинні луки та торфові болота, а у гірських районах, вільних від льоду, — фельдмаркові угруповання, основу яких складають невисокі подушкоподібні рослини та види, що ростуть в тріщинах серед скель. Багаті угруповання мохів та печіночників зустрічаються навколо фумарол на вулканічних островах. Дерева та кущі на островах екорегіону відсутні.
На більшості островів моря Скоша зустрічаються невеликі купини антарктичного щучника (Deschampsia antarctica) та подушкоподібна антарктична перлинниця (Colobanthus quitensis) — єдині види квіткових рослин, які зустрічаються в Антарктиді. Однак вільні від льоду ділянки острова Буве — це стрімкі схили, схильні до частих лавин, на яких рости будь-яким рослинам дуже важко. Через це судинні рослини на Буве відсутні, і флора острова представлена лише мохами, кірковими лишайниками, печіночниками та водоростями.
Флора Південної Джорджії є більш різноманітною. На вільних від льоду частинах острова поширені тундрові луки, основу яких складає чубатий туссок (Festuca contracta), торф'яники, на яких домінує магелланська ростковія (Rostkovia magellanica) і мох сфагнум (Sphagnum spp), та фельдмарк, в якому зустрічаються різні види лишайників і мохів. Вздовж берегової лінії на луках домінує звичайний туссок (Poa flabellata), купини якого можуть досягати 2 м заввишки. Серед інших рослин, поширених на острові, слід відзначити альпійську тимофіївку (Phleum alpinum), магелланську ацену (Acaena magellanica), антарктичний жовтець (Ranunculus biternatus) та антарктичну виринницю (Callitriche antarctica). Загалом флора Південної Джорджії включає 125 видів мохів, 85 видів печіночників, близько 150 видів лишайників та 26 видів місцевих судинних рослин. На Південних Оркнейських островах зустрічається майже 100 видів мохів та до 200 видів лишайників.

## Фауна
Хоча наземна фауна екорегіону є дуже бідною, на островах моря Скоша є великі лежбища тюленів і гніздові колонії пінгвінів та інших морських птахів. 
Серед поширених в регіоні ластоногих слід відзначити південних морських слонів (Mirounga leonina), антарктичних морських котиків (Arctocephalus gazella), морських леопардів (Hydrurga leptonyx), тюленів-крабоїдів (Lobodon carcinophaga), тюленів Ведделла (Leptonychotes weddellii) та тюленів Росса (Ommatophoca rossii). Морські слони та морські котики розмножуються на пляжах екорегіону. Найбільші лежбища антарктичних морських котиків зустрічаються на Південній Джорджії — тут мешкає від 4,5 до 6,2 мільйонів цих тварин, або понад 95 % світової популяції виду. Друга за чисельністю популяція морських котиків, яка нараховує близько 47 000 особин, мешкає на острові Буве. Найбільша популяція південних морських слонів, найбільших ластоногих світу, самці яких можуть досягати 4 м завдовжки і важити 4 тони, яка нараховує 400 000 особин, також розмножується на Південній Джорджії. Чотири види антарктичних тюленів розмножуються не на морських пляжах, а на пакових льодах антарктичного шельфу, хоча іноді все ж зустрічаються на узбережжях екорегіону. Також у водах моря Скоша зустрічаються південні кити (Eubalaena australis), горбаті кити (Megaptera novaeangliae), фінвали (Balaenoptera physalus), хрестоподібні дельфіни (Lissodelphis peronii) та косатки (Orcinus orca).
На островах екорегіону гніздяться шість видів пінгвінів — королівські пінгвіни (Aptenodytes patagonicus), золотоволосі пінгвіни (Eudyptes chrysolophus), чубаті пінгвіни (Eudyptes chrysocome), пінгвіни Аделі (Pygoscelis adeliae) та пінгвіни-шкіпери (Pygoscelis papua). У той час як високі скелясті береги та льодовики роблять деякі острови негостинними для пінгвінів, ці птахи у великій кількості гніздяться на вулканічних островах, таких як Десепшн, де завдяки внутрішньому теплу скелі залишаються вільними від льоду. Пінгвіни утворюють велетенські колонії: так, на широкій рівнині Солсбері на Південній Джорджії гніздиться 100 000 пар королівських пінгвінів, а в районі затоки Сент-Ендрюс — близько 50 000 пар. На Південних Оркнейських островах є 25 колоній пінгвінів Аделі, які нараховують понад 140 000 гніздових пар.
Альбатроси є найбільшими морськими птахами світу: розмах крил деяких з них може досягати 3,7 м. Вони мають одні з найнижчих показників розмноження серед усіх птахів, оскільки всі альбатроси відкладають лише одне яйце, і багато з них розмножуються лише раз на два роки, водночас деякі альбатроси можуть жити до 60 років. На островах регіону гніздяться чотири види альбатросів — чорноброві альбатроси (Thalassarche melanophris), сіроголові альбатроси (Thalassarche chrysostoma), довгохвості альбатроси (Phoebetria palpebrata) та мандрівні альбатроси (Diomedea exulans).
Серед інших морських птахів, що гніздяться на островах екорегіону, слід відзначити пінтадо (Daption capense capense), блакитного буревісника (Halobaena caerulea), білогорлого буревісника (Procellaria aequinoctialis), майже ендемічного південного буревісника (Fulmarus glacialoides), майже ендемічного білого буревісника (Pagodroma nivea), велетенського буревісника (Macronectes halli), гігантського буревісника (Macronectes giganteus), антарктичного пріона (Pachyptila desolata), океанника Вільсона (Oceanites oceanicus), чорночереву фрегету (Fregetta tropica), великого пуфінура (Pelecanoides urinatrix), майже ендемічного георгійського пуфінура (Pelecanoides georgicus), фолклендського поморника (Stercorarius antarcticus hamiltoni), домініканського мартина (Larus dominicanus) та антарктичного крячка (Sterna vittata). На Південних Шетландських та Південних Оркнейських островах, розташованих найбличже до узбережжя Антарктиди, також гніздяться антарктичні поморники (Stercorarius maccormicki) та антарктичні баклани (Leucocarbo bransfieldensis). На Південній Джорджії гніздиться більше половини світової популяції сіроголових альбатросів, білогорлих буревісників, антарктичних пріонів та великих пуфінурів.
Наземних тварин в екорегіоні зустрічається дуже мало. Серед наземних птахів, поширених на Південній Джорджії, слід відзначити майже ендемічну жовтодзьобу сніжницю (Chionis albus), георгійського шилохвоста (Anas georgica georgica), ендемічний підвид жовтодзьобого шилохвоста, а також ендемічних георгійських бакланів (Leucocarbo georgianus) та антарктичних щевриків (Anthus antarcticus) — єдиних співочих птахів Субантарктики та одних з небагатьох не морських птахів екорегіону. У 1971 році на острові було вперше зареєстровано гніздування жовтодзьобої чирянки (Anas flavirostris). Час від часу на Новій Джорджії трапляються бродячі птахи, які збилися з курсу і залетіли далеко на південь. 
Місцеві ссавці, плазуни чи амфібії в екорегіоні відсутні, хоча кілька видів були інтродуковані свідомо чи несвідомо. Однак на островах екорегіону мешкає багато безхребетних — лускокрилих, твердокрилих та двокрилих комах, павуків, кліщів, колембол, дощових черв'яків, молюсків, а також дрібних нематод, тихоходів, коловерток тощо. На Південній Джорджії мешкає близько 230 видів членистоногих, з яких третина є ендеміками, а на Південних Оркнейських островах зареєстровано 46 видів безхребетних.

## Збереження
Через негостинний субантарктичний клімат екорегіон тундри островів моря Скоша не зазнав деградації, пов'язаної із заселенням островів людьми. Найбільший вплив на біорізноманіття регіону мав інтенсивний промисел китів та тюленів. Наприкінці XVIII століття острови екорегіону були центрами британського та американського звіробійного промислу, а станом на 1964 рік на китобійних базах Південної Джорджії проживало близько 500 людей. На антарктичних морських котиків (Arctocephalus gazella) полювали заради їхнього хутра, що врешті-решт майже призвело до їх повного зникнення, тоді як південних морських слонів (Mirounga leonina) вбивали заради їхнього жиру (ворвані). Після того, як масовий звіробійний промисел припинився, популяція морських котиків і морських слонів з часом відновилася і наразі на островах регіону живуть мільйони тюленів. Вони захищені Конвенцією про збереження антарктичних тюленів, Договором про Антарктику та різними національними законами.
Загрозою для збереження тюленів регіону є конкуренція за їжу з рибалками, а також з китами, популяція яких також відновлюється. Ще однією загрозою для морських котиків є заплутування в морському смітті: рибальська сітка, яка зачепилася за шию, може призвести до утоплення або голодної смерті тварини. Дослідження, проведене у 1988-1989 роках на острові Берд поблизу Південної Джорджії показало, що від 5 до 10 тисяч морських котиків з популяції Південної Джорджії гинуть щороку, заплутавшись в сітках.
У той час, як більшість антарктичних пінгвінів мають великі популяції, за останні десятиліття популяції чубатих пінгвінів (Eudyptes chrysocome) та золотоволосих пінгвінів (Eudyptes chrysolophus) суттєво скоротилися без очевидної причини. Популяції альбатросів у Південній Джорджії також скорочуються, причиною чого дослідники називають масовий рибний промисел, передусім зосереджений на вилові патагонського іклача (Dissostichus eleginoides). Незаконий рибний промисел щороку стає причиною смертей тисяч морських птахів, які ковтають гачки, встановлені під час ярусного лову.
Ще однією проблемою для збереження природи екорегіону є поширення інтродукованих (чужорідних) видів рослин, безхребетних та ссавців, особливо на Південній Джорджії. Протягом останніх століть на Південну Джорджію завозилися свійські пси та коти, вівці, коні та європейські кролики. Однак лише три види — хатні миші (Mus musculus), чорні пацюки (Rattus rattus) та північні олені (Rangifer tarandus) — змогли натуралізуватися на острові.
Північні олені вперше були завезені на Південну Джорджію з Норвегії у 1911 році. До 2010 року загальна популяція двох стад на острові становила близько 2600 особин. Висока щільність (49-85 оленів/км² порівняно з 5-7 оленів/км² на Шпіцбергені, у їх природному ареалі) призводила до перевипасу купинних луків, ерозії ґрунту, втрати біорізноманіття рослинних угруповань та поширення інвазивних бур'янів, таких як інтродукований однорічний тонконіг (Poa annua), який краще витримував випас, ніж місцевий туссок (Poa flabellata). У 2011 році уряд оголосив по початок кампанії з повного винищення північних оленів на Південній Джорджії, яка була здійснена у 2013-2014 роках. Останні два оленя були вбиті у 2017 році.
Чорні пацюки та хатні миші були завезені на Південну Джорджію на китобійних судах наприкінці XVIII століття. Вони завдали значної шкоди місцевій екосистемі, знищивши десятки мільйонів пташиних яєць та пташенят. Хоча раніше льодовики створювали природний бар'єр, який заважав розповсюдженню пацюків та мишей по всьому острову, останніми десятиліттями вони почали танути внаслідок глобального потепління. У 2011 році, одночасно з початком кампанії з винищення північних оленів, почалася кампанія з винищення інших інтродукованих видів. У 2018 році кампанія з ліквідації пацюків та мишей на Південній Джорджії була успішно завершена. В подальші роки спостерігалося значне збільшення популяції ендемічних антарктичних щевриків (Anthus antarcticus).
Формально на Південній Джорджії і Південних Сандвічевих островах природоохоронні території відсутні, однак вони визнані важливими орнітологічними територіями. Навколишні води Атлантичного океану визнані морською природоохоронною територією. Острів Буве у 1971 році був визнаний природним заповідником. На Південних Оркнейських островах є 4 особливі антарктичні природоохоронні території, а на Південних Шетландських островах — 14 територій. Ці острови є одними з найбільш захищених частин Антарктики.